# Empty Frame Of Reference
Empty Frame Of Reference е петият студиен албум на рок групата Ерик Стюарт Банд. Албумът включва 12 рок песни, като всичките текстове на песните са писани от вокалиста Ерик Стюарт.

## Песни
1. Big Dog 2:29
2. Lovestruck Saturday Night 2:47
3. Crossfire 3:09
4. Empty Frame Of Reference 4:35
5. Crying In The Rain 4:04
6. Wake Up 3:36
7. Looking For A Friend 3:36
8. Wrong Side Of Right 3:04
9. I'm A Lucky Man 4:17
10. Jump Started 3:08
11. Being Used 3:26
12. How I Wish I Were Here 4:21

## Членове
- Ерик Стюарт – Вокалист и Ритъм китара
- Кестър Уелш – Соло китара
- Гари Брюер – Бас китара
- Фил Никс – Барабани
- Джена Мализиа – Вокали